# Holtebüttel
Holtebüttel ist eine Ortschaft des Fleckens Langwedel im Landkreis Verden in Niedersachsen.

## Geschichte
Der Ort wurde im Jahr 935 zusammen mit einigen benachbarten Dörfern (Holtum, Völkersen, Nindorf, Walle, Ritzenbergen, Dauelsen) erstmals in einer Urkunde Heinrichs I. erwähnt.
Die ehemalige Gemeinde Holtebüttel bestand aus folgenden Ortschaften:
- Dahlbrügge
- Holtebüttel
- Nindorf
- Schülingen
- Overing (Forsthaus)

Im Rahmen der Gemeindereform wurde die Gemeinde Holtebüttel am 1. Juli 1972 aufgelöst und deren Ortschaften in den Flecken Langwedel eingegliedert.

## Wahlen
Bei der Kommunalwahl 2006 erzielten die Parteien folgende Ergebnisse und Sitzverteilung der 5 Sitze in der Ortschaft Holtebüttel:
- Sozialdemokratische Partei Deutschlands: 3 Sitze,
- Christlich Demokratische Union Deutschlands: 2 Sitze.

## Theater
- Freilichtbühne Holtebüttel

Seit 1958 wird jährlich im Sommer ein plattdeutsches Theaterstück im Freilichttheater aufgeführt.

## Holtebüttel Rockt Festival
In der Ortschaft Holtebüttel findet im Juni das jährliche Holtebüttel Rockt Festival statt. 

## SV Holtebüttel
Seit 1922 gibt es in Holtebüttel den Sportverein SV Holtebüttel. Das größte Sportangebot ist im Bereich Fußball zu finden, es werden aber auch Fitnesskurse, Volleyball und Kegeln angeboten.